# جاك ملدون
جاك ملدون (بالإنجليزية: Jack Muldoon)‏ هو لاعب كرة قدم بريطاني في مركز الهجوم، ولد في 19 مايو 1989 في Scunthorpe ‏ في المملكة المتحدة. لعب مع سكونثورب يونايتد ونادي روتشديل ونادي شيفيلد ونادي لينكولن سيتي ونادي هاروجيت تاون.

## وصلات خارجية
- جاك ملدون على موقع قاعدة بيانات كرة القدم.إي يو (الإنجليزية)
- جاك ملدون على موقع Soccerbase.com (لاعب) (الإنجليزية)
- جاك ملدون على موقع Soccerway.com (الإنجليزية)